# Consolidated PBY Catalina

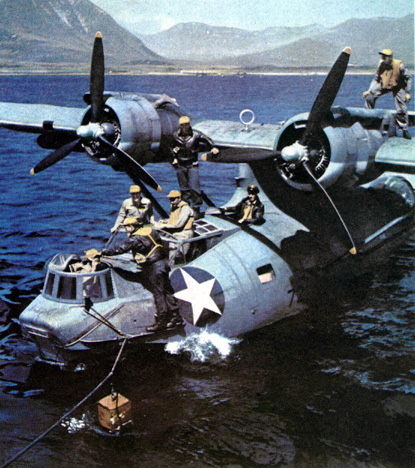
«Каталіна» американських ВМС часів Другої Світової війни

Consolidated PBY Catalina, «Каталіна» — американський летючий човен та літак-амфібія, розроблений в середині 30-х р. XX ст. компанією Consolidated Aircraft. Брав активну участь у бойових діях на усіх фронтах Другої світової війни. Експортувався в більш ніж 30 країн, постачався в СРСР за ленд-лізом, та вироблявся у Радянському союзі за ліцензією під назвою ГСТ. «Каталін» було побудовано більше, ніж будь-яких інших гідролітаків в історії.
Після війни й далі активно використовувався військовими та цивільними операторами протягом кількох десятиріч. Окремі екземпляри експлуатуються як пожежні літаки й у наш час.

## Історія назви
«Каталіною» амфібію нарекли британські льотчики, отримавши перші постачання у листопаді 1940 р. Літак було названо на честь острова-курорту біля берегів Каліфорнії. Таке ім'я цілком відповідало прийнятій у Королівських ВПС системі найменування іноземних літаків, згідно з якою назва машини повинна вказувати на її походження. Коли у 1941 році США офіційно ввели систему назв для власних літаків, багато імен вони запозичили у британців, включно із «Каталіною».

## «Каталіна» в СРСР
Перша спроба отримати «Каталіну» для радянського флоту була здійснена у 1942 році, але безрезультатно.
З лютого 1943 року завод Naval Aircraft Factory (NAF) у Філадельфії почав будувати модифіковану версію «Каталіни» під індексом PBN-1 Nomad. Саме ці машини були запропоновані за ленд-лізом СРСР. Майже всі літаки з цим індексом (138 зі 156 побудованих) були відправлені в Елізабет-Сіті, звідки радянські екіпажі переганяли їх у бойові частини.
У модифікації Nomad носову частину подовжили, а вікно бомбардира захистили створами. На 1,42 м подовжилась хвостова частина. Змінилась форма поплавків під крилами, у центральній частині крила розмістили додатковий паливний бак, встановили нове хвостове оперення та вдосконалили електросистему. Носова турель з 12,7-мм кулеметом стала хованою.
Ці літаки використовувались як розвідники та мисливці за підводними човнами, а також для рятування екіпажів збитих літаків. До травня 1945 року літаки цього типу стали наймасовішими гідролітаками у радянській морській авіації, витіснивши МБР-2.

## Після війни
У післявоєнний період «Каталіну» прийняли на озброєння більш ніж 30 країн світу. Нідерландські літаки брали участь у спробі придушити щойно оголошену незалежність Індонезії у 1946-48 рр., ізраїльські застосовувалися під час Суецької кризи 1956 р. Останньою військовою операцією «Каталіни» стала висадка кубинських контрреволюціонерів у затоці Свиней у квітні 1961 р.
У США та Канаді багато «Каталін» модифікували у пожежні літаки для боротьби з лісовими пожежами. Модифікація передбачала встановлення у фюзеляжі бака ємністю 4164 л води, що наповнювався під час глісування літака на швидкості 112—120 км/год. Висувний забірник дозволяв набирати 3000 л за 15-20 сек.

## Серійні варіанти
- РВУ-1 — початкова версія з двигунами R-1830-64. Озброєння 4 × 7,62 мм кулеметами, до 1820 кг бомб, або 2 торпеди;
- РВУ-2 — змінене хвостове оперення;
- РВУ-3 — з двигунами R-1830-66;
- РВУ-4 — з двигунами R-1830-72 та системою запобігання заледенінню;
- РВУ-5 — з двигунами R-1830-82, зміненим хвостовим оперенням, бортовими стрілецькими установками у блістерах. Озброєння 2×12,7 + 2×7,62 мм кулемета, потім 2×12,7 + 3×7,62 мм кулемета. З 1941 року встановлювались радари;
- РВУ-5А — амфібія на базі РВУ-5, гідравлічно-кероване триопорне шасі з носовою стійкою;
- РВУ-6А — останній варіант, що увібрав зміни, застосовані у моделі PBN-1 Nomad. А саме: трохи вищий кіль, зміцнене крило, нова електрична система, та носова турель з 12,7-мм кулеметом.

## Галерея

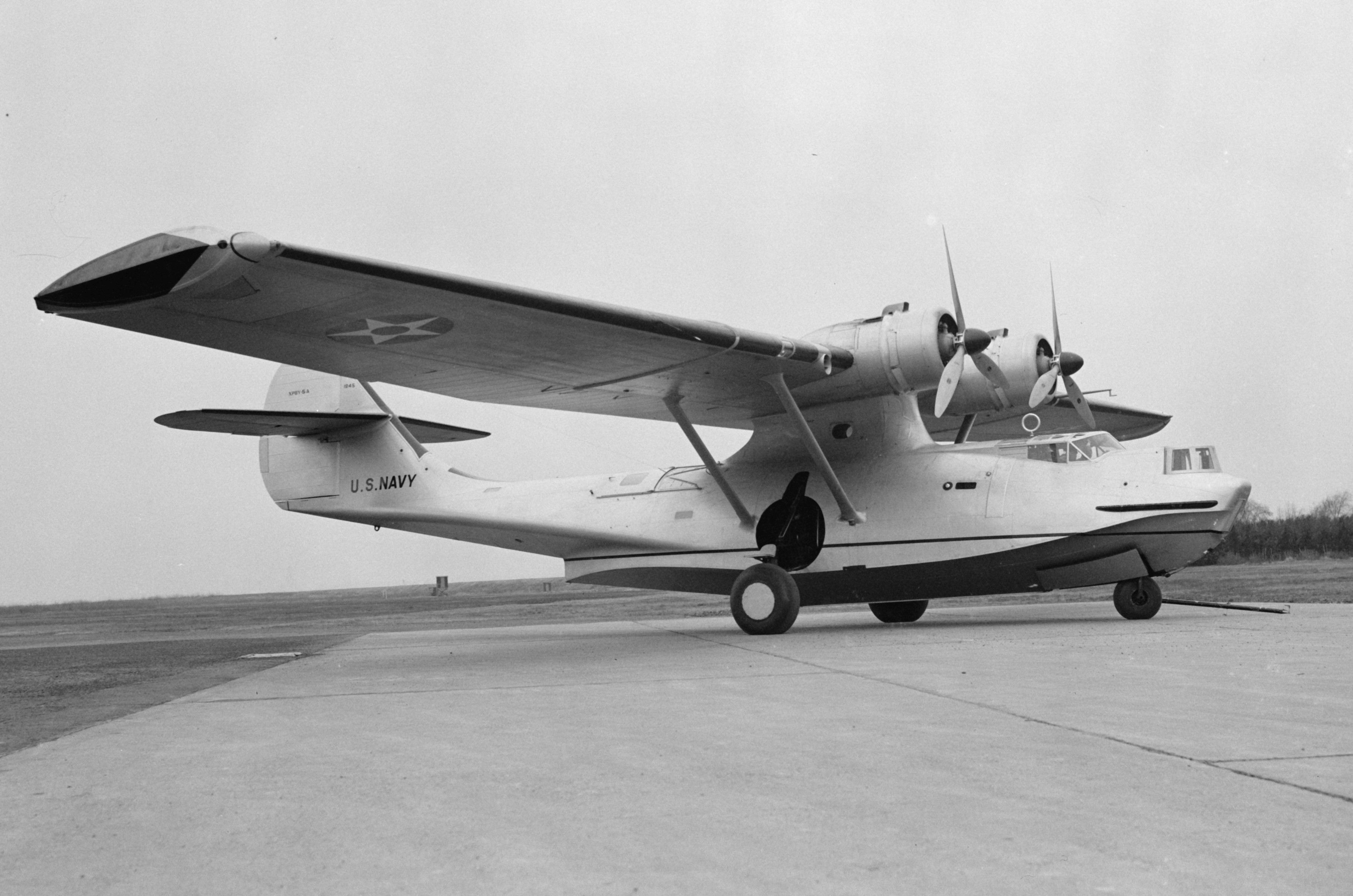
Прототип XPBY-5A під час випробувань, грудень 1939 р.
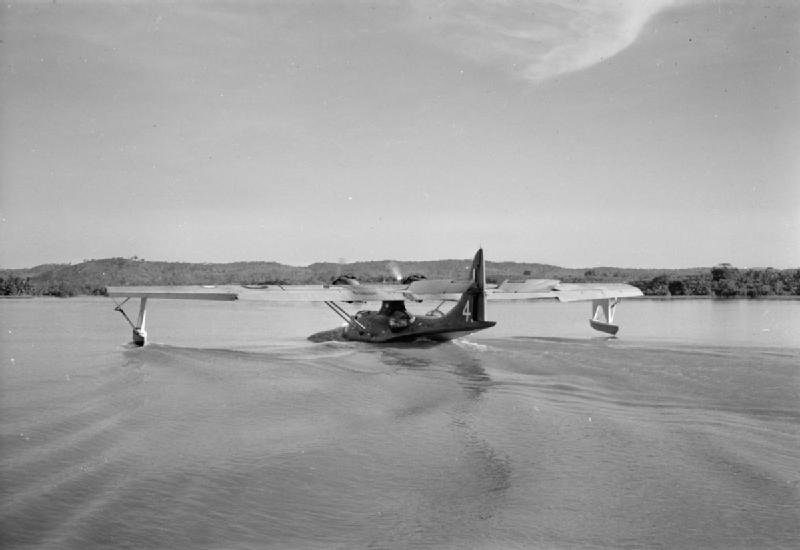
Цивільна версія «Каталіни» авіакомпанії Qantas
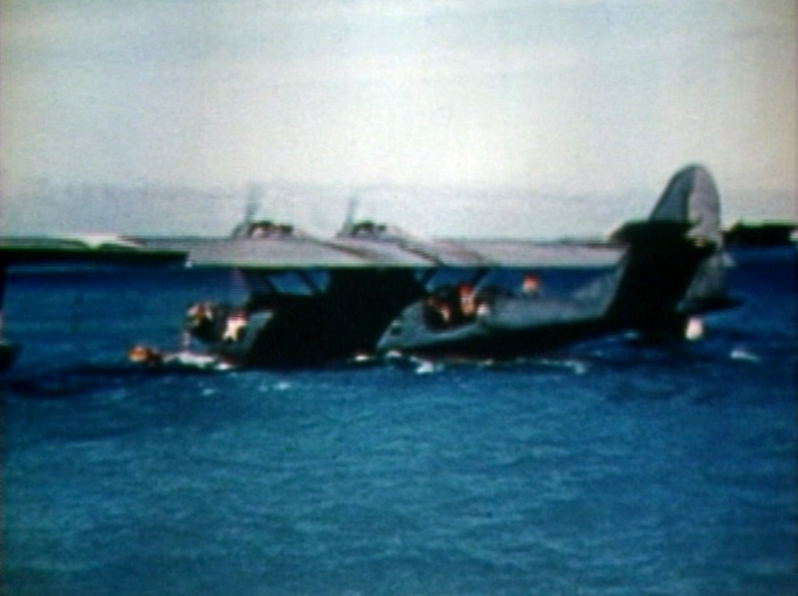
На Тихому океані під час битви за атол Мідвей
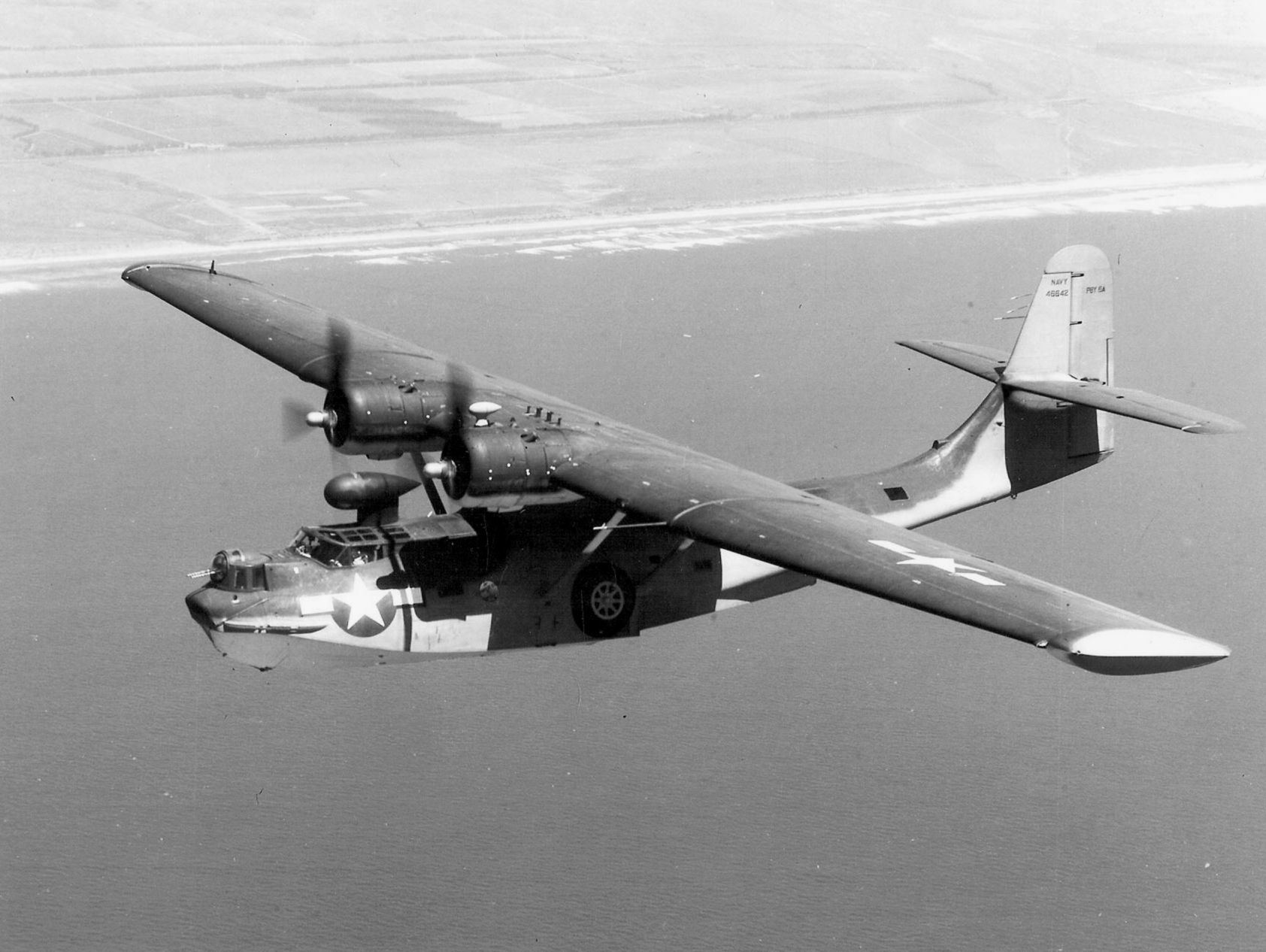
Остання військова модифікація «Каталіни» — PBY-6A
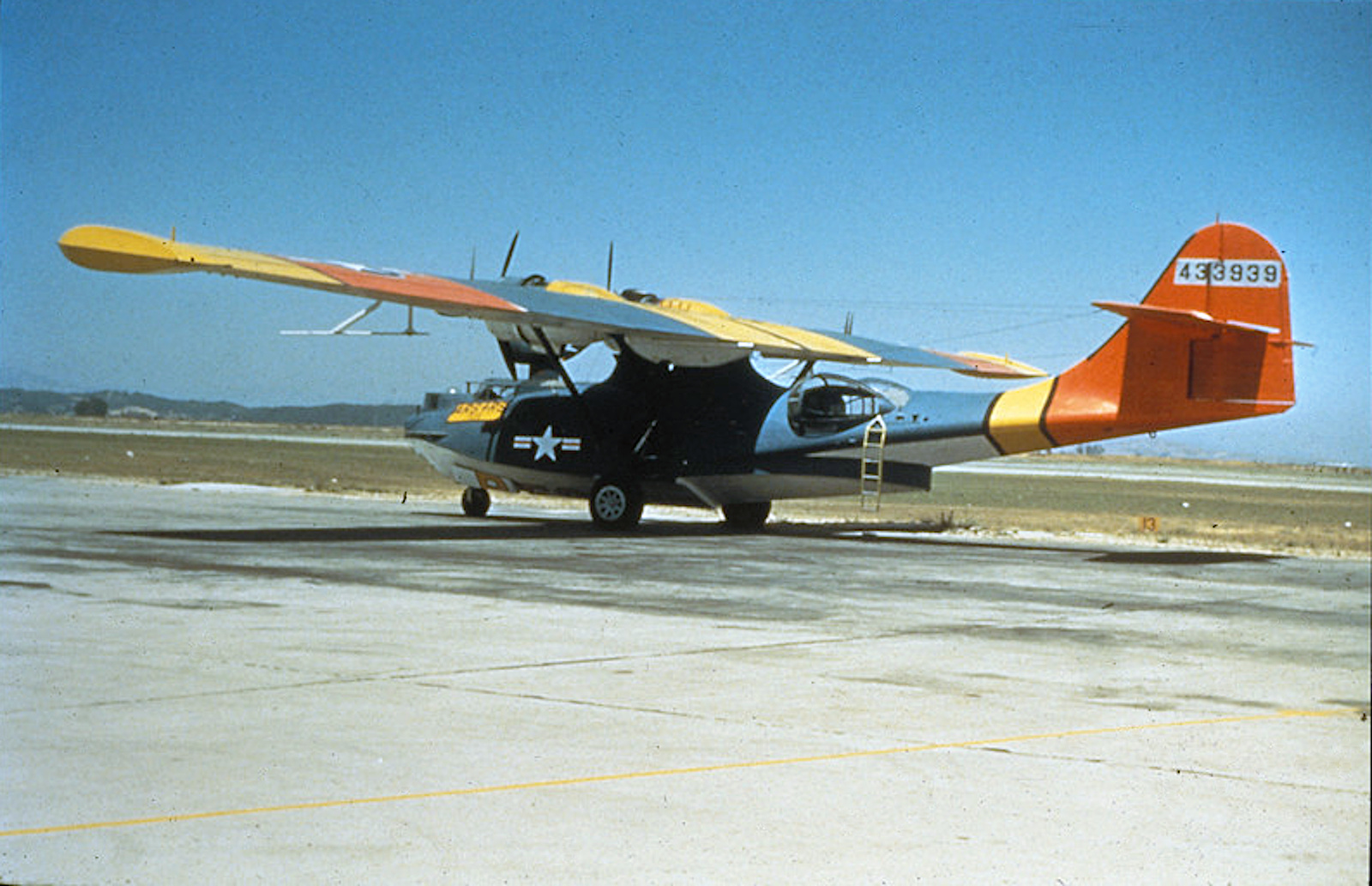
Цивільна «Каталіна» канадського виробництва, 1952 р.
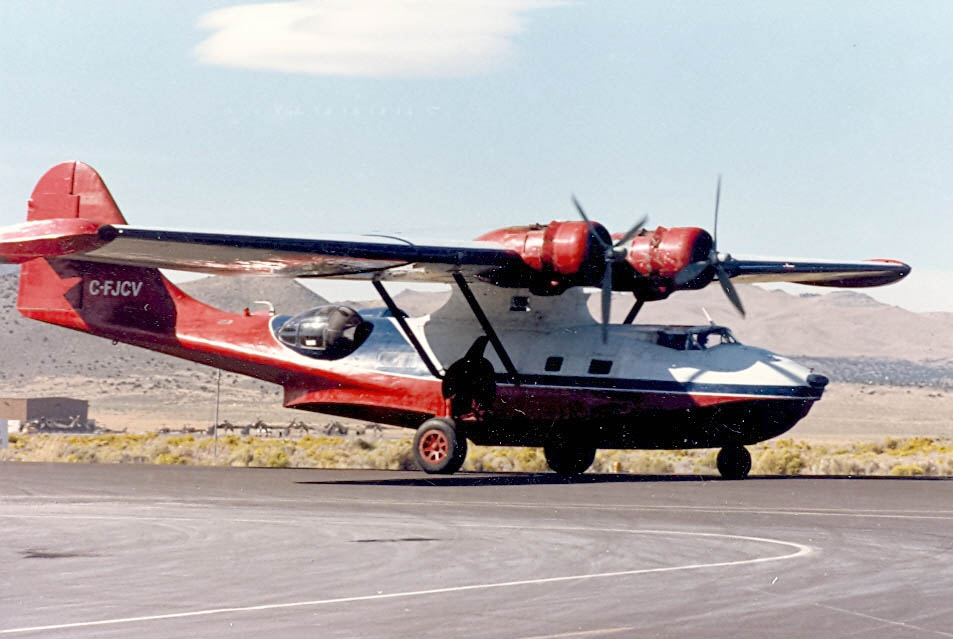
Пожежна «Каталіна» у середині 80-х
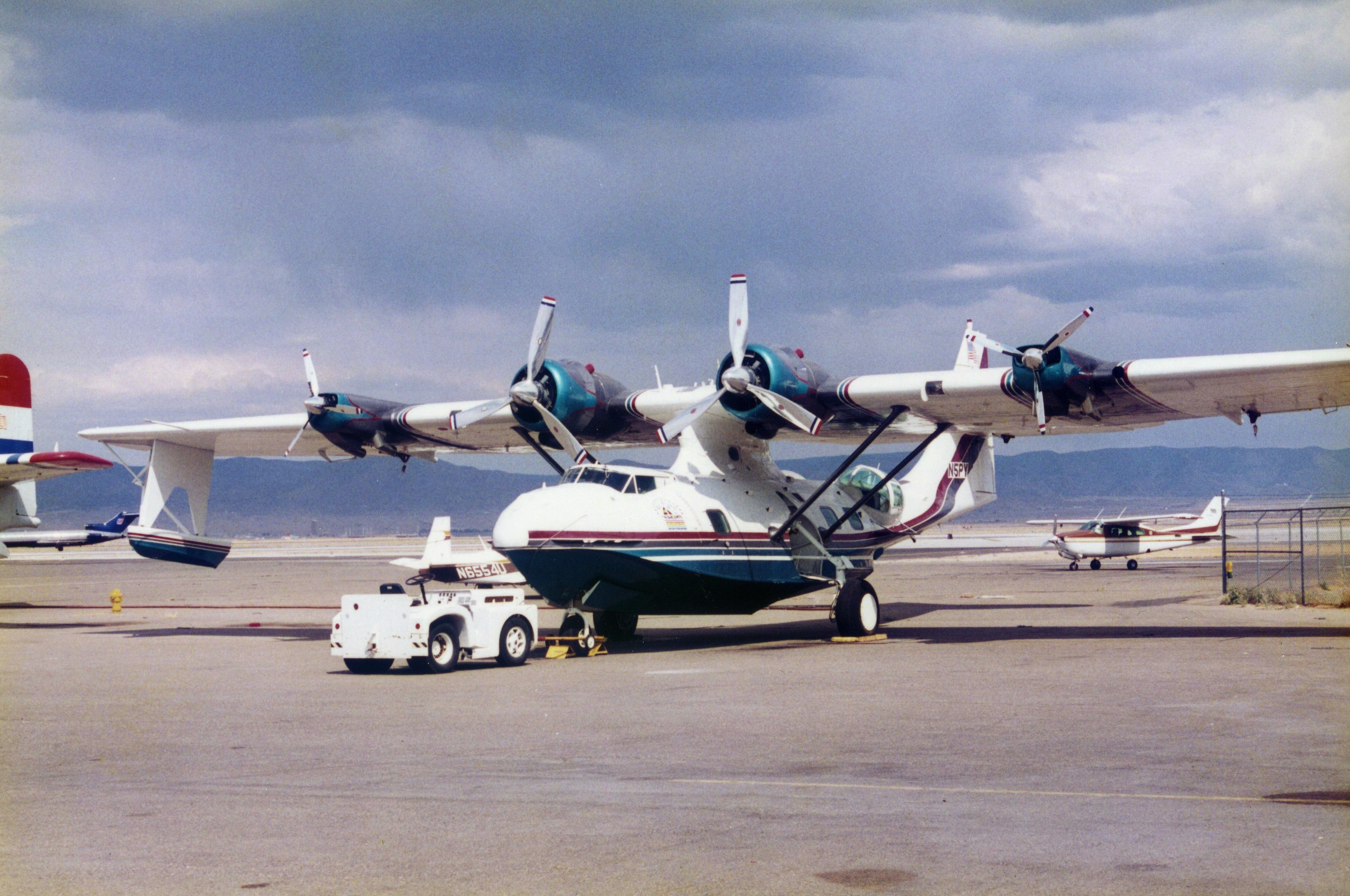
Сучасна модифікація Bird Innovator з двома додатковими двигунами від Cessna та переробленою кабіною